# Sản xuất công nghiệp
Sản xuất công nghiệp là thước đo sản lượng của lĩnh vực công nghiệp của nền kinh tế. Lĩnh vực công nghiệp bao gồm sản xuất, khai thác mỏ và hạ tầng. Mặc dù những lĩnh vực này chỉ đóng góp một phần nhỏ vào tổng sản phẩm quốc nội (GDP), nhưng chúng rất nhạy cảm với lãi suất và nhu cầu của người tiêu dùng. Điều này làm cho sản xuất công nghiệp trở thành một công cụ quan trọng để dự báo GDP trong tương lai và hiệu quả kinh tế. Số liệu sản xuất công nghiệp cũng được ngân hàng trung ương sử dụng để đo lường lạm phát, vì mức sản xuất công nghiệp cao có thể dẫn đến mức tiêu dùng không kiểm soát được và lạm phát nhanh. 

## Mặt kinh tế
Sản xuất công nghiệp bao gồm sản xuất tư bản và hàng tiêu dùng. Hàng hóa trung gian cũng được gộp vào trước (như máy móc, tàu thuyền). Ngành xây dựng không được tính là sản xuất công nghiệp, bởi vì sản xuất xây dựng là một loại hình sản xuất công nghiệp đặc biệt. Trái ngược với các loại hình sản xuất công nghiệp thông thường (sản xuất ô tô, cơ khí, công nghiệp dệt may,...), sản xuất xây dựng được thực hiện trên các công trường xây dựng cho các tòa nhà hoặc tòa nhà và không đứng yên như sản xuất công nghiệp. 
Nếu sản xuất công nghiệp chiếm ưu thế trong một nước, nó được gọi là nước công nghiệp. Sản xuất công nghiệp có thể được thực hiện cho cả tự túc và xuất khẩu. Điển hình của sản xuất công nghiệp là sản xuất hàng loạt. Tiêu chuẩn hóa sản phẩm, nhờ đó hàng hóa sử dụng tốt hơn việc sử dụng kinh tế quy mô trong ngành công nghiệp lớn và các công ty lớn có xu hướng tăng lên.

## Thống kê
Về giá trị tuyệt đối (nhưng bao gồm cả ngành xây dựng), Trung Quốc dẫn đầu vào năm 2017 với 4.950 tỷ đô la Mỹ, tiếp theo là Mỹ (3.520 tỷ đô la Mỹ), Nhật Bản (1.450 tỷ đô la Mỹ) và Đức (1.015 tỷ đô la Mỹ).
| Hạng | Quốc gia          | Sản xuất công nghiệp (hàng triệu USD) | Tỷ lệ tăng trưởng (%) | Năm  |
| ---- | ----------------- | ------------------------------------- | --------------------- | ---- |
| 1    | Trung Quốc        | 4.950.917                             | 6,1 %                 | 2017 |
| ...  | Liên minh châu Âu | 3.851.032                             | 3,3 %                 | 2017 |
| 2    | Hoa Kỳ            | 3.516.381                             | 0,1 %                 | 2016 |
| 3    | Nhật Bản          | 1.450.160                             | 2,0 %                 | 2016 |
| 4    | Đức               | 1.014.953                             | 2,6 %                 | 2017 |
| 5    | Ấn Độ             | 679.384                               | 4,8 %                 | 2017 |
| 6    | Hàn Quốc          | 549.069                               | 4,6 %                 | 2017 |
| 7    | Canada            | 495.397                               | 4,8 %                 | 2014 |
| 8    | Anh Quốc          | 487.088                               | 3,1 %                 | 2017 |
| 9    | Nga               | 473.995                               | 0,6 %                 | 2017 |
| 10   | Pháp              | 448.363                               | 1,3 %                 | 2017 |

Sản xuất công nghiệp chiếm tỷ trọng lớn trong tổng sản phẩm nội địa tương ứng ở các quốc gia có trong danh sách, do đó các quốc gia này đều được coi là các quốc gia công nghiệp hóa.